# Lisbeth Bandres
Lisbeth Bandres Castro (* 24. März 1988 in San José de Guanipa, Anzoátegui) ist eine venezolanische Fußballspielerin.

## Karriere
Bandres startete ihre Karriere in ihrer Heimatstadt beim Clube de Futebol Agencia Guanipa. Im Sommer 2008 verließ sie ihre Heimatstadt und wechselte in die Liga Distrito zum FC Caracas. In der Saison 2012 spielte sie mit Caracas bei der Copa Libertadores Femenina.

### International
Bandres ist seit 2006 Nationalspielerin für die venezolanische Nationalmannschaft, mit der sie 2010 die Zentralamerika- und Karibikspiele in Mayagüez gewann.